# Cats That Look Like Hitler
Cats That Look Like Hitler (дословно: «Коты, похожие на Гитлера») — сатирический веб-сайт, на котором представлены изображения котов, похожих на Адольфа Гитлера. Таких котов в интернете часто называют Китлерами (англ. Kitlers). Большинство подобных кошек — это животные пегой окраски с большим чёрным пятном под носом, похожим на усы диктатора, или другими чертами сходства. У некоторых особей на голове есть диагональные чёрные пятна, похожие на чёлку Гитлера.
Сайт catsthatlooklikehitler.com был создан Коосом Плегтом и Паулем Неве в 2006 году и стал известен после того, как о нём сообщили несколько телевизионных программ в Европе и Австралии. Сейчас сайт принадлежит только Паулю Неве. По состоянию на февраль 2013 года на сайте имелось около 7500 фотографий котов. С апреля 2014 года не обновляется.

## В массовой культуре
Американский телеведущий Стивен Кольбер упоминал этот сайт в собственной передаче в июле 2010 года. Также этот сайт часто упоминался в ныне несуществующем австралийском игровом журнале Total Gamer. В Новой Зеландии о сайте заговорили после того, как ведущий программы Edge Nightshow Брэд Уотсон упомянул, что его кот Пигглз был «китлером № 1 в мире», то есть с его изображения началось наполнение сайта. Ресурс также удостоился упоминания в фильме «Социальная сеть».
Поскольку контент на кошачью тему представляет собой продукт интернет-культуры, то сайт Cats That Look Like Hitler можно рассматривать как ответвление этого культурного течения. Обозреватель британской газеты The Times Бен Макелл, взяв интервью у владельцев кошек, чьи фотографии представлены на сайте, предложил различные объяснения такого рода популярности. По мнению журналиста, кошки имеют собственную, «загадочную» личность, в которой хозяевам удобно видеть собственные индивидуальные черты и обращать к ней собственные эмоции.
В 2011 году британская газета The Daily Telegraph сообщила о «китлере» из приюта, которому долгое время не удавалось найти хозяина из-за сходства животного с диктатором Германии.

## Галерея

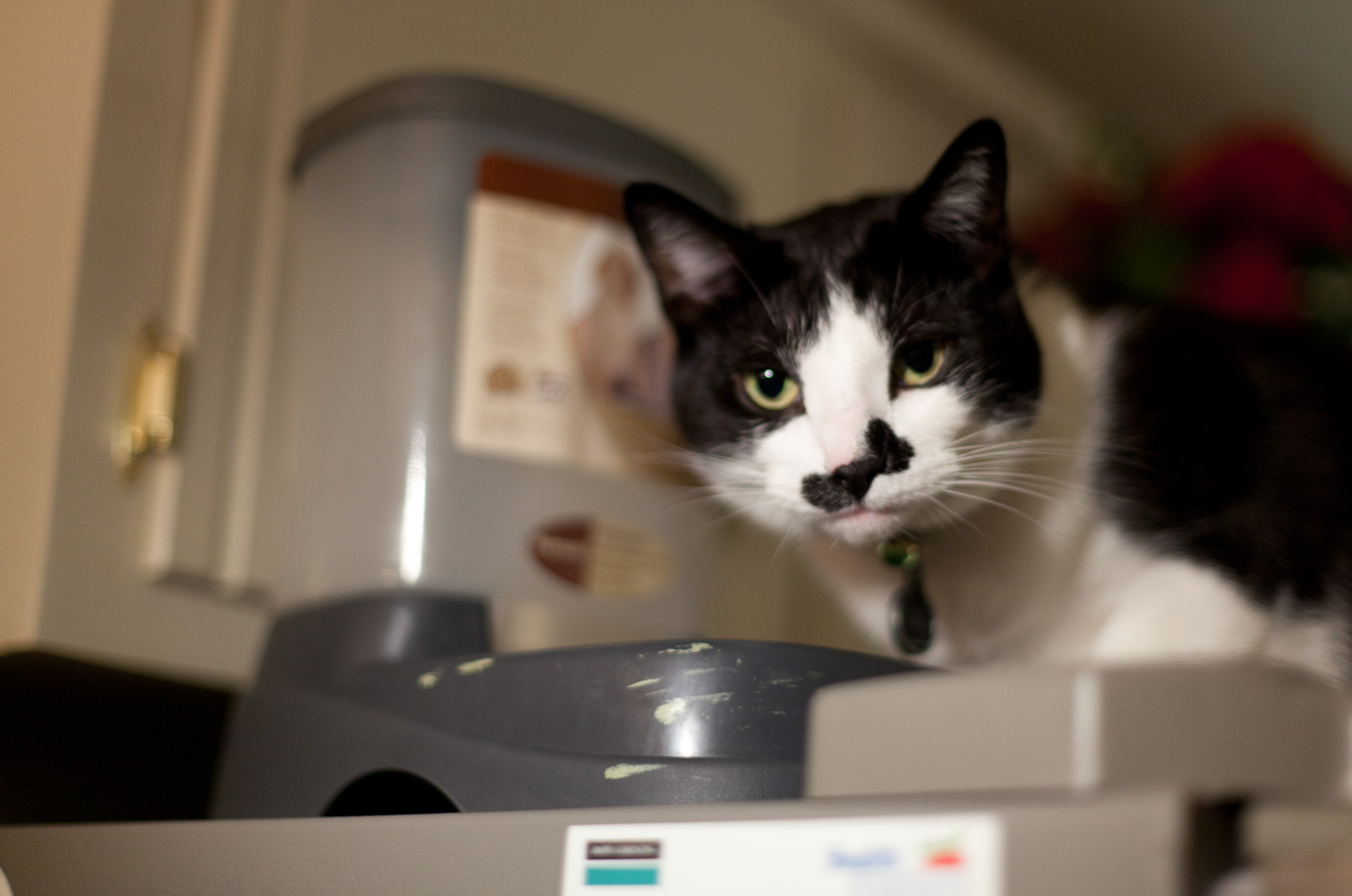
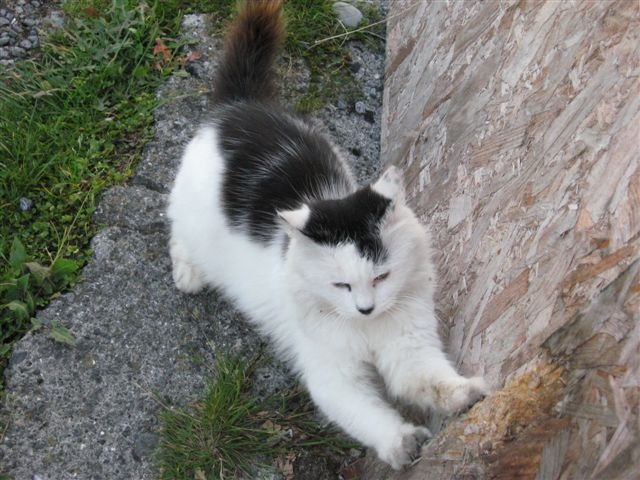
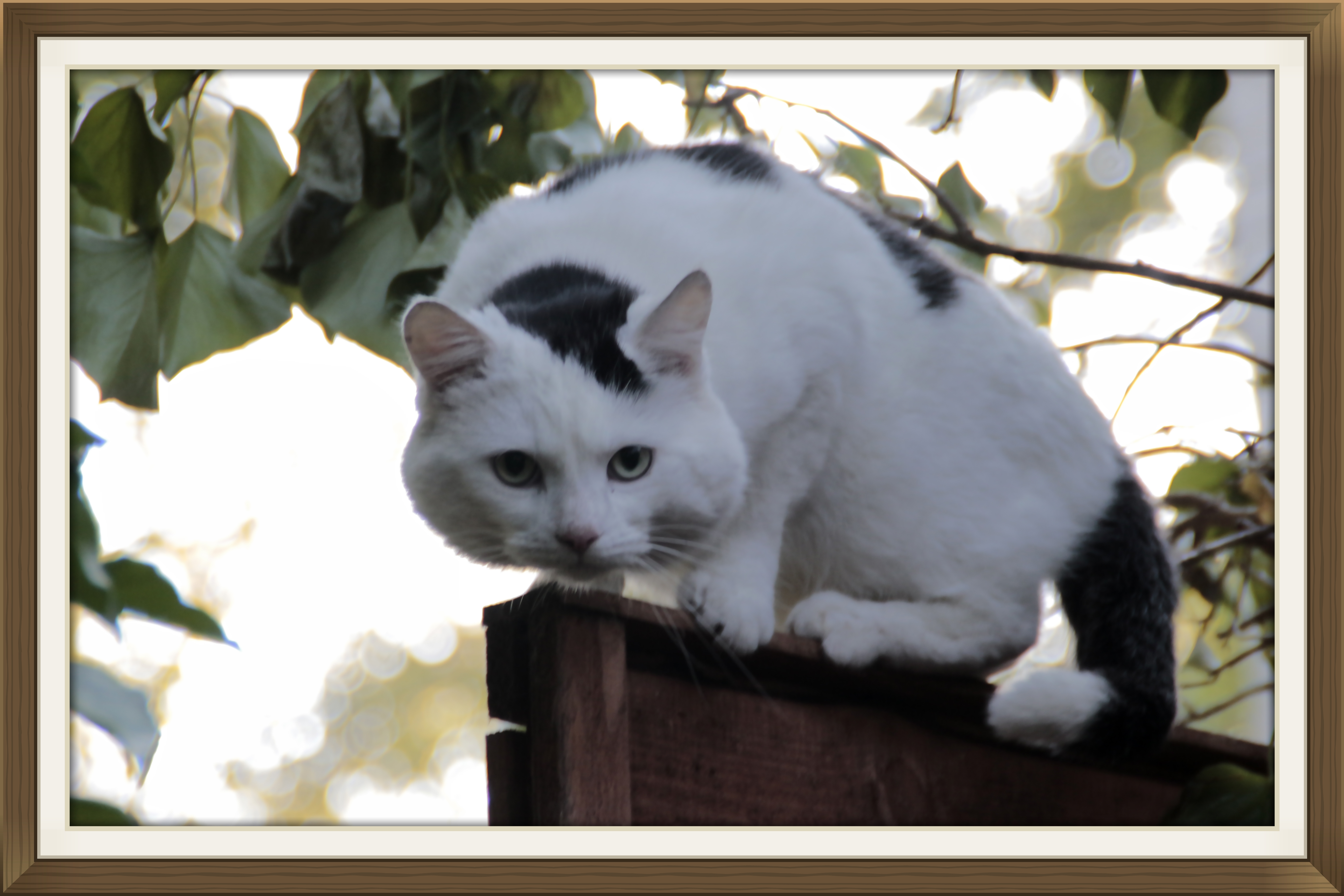